# Nuoto ai campionati mondiali di nuoto 2019 - 800 metri stile libero maschili
La gara di nuoto degli 800 metri stile libero maschili dei campionati mondiali di nuoto 2019 è stata disputata il 23 luglio e il 24 luglio presso il Nambu International Aquatics Centre di Gwangju. Vi hanno preso parte 38 atleti provenienti da 33 nazioni.
La competizione è stata vinta dal nuotatore italiano Gregorio Paltrinieri, mentre l'argento e il bronzo sono andati rispettivamente al norvegese Henrik Christiansen e al francese David Aubry.

## Podio
| Posizione | Atleta               | Nazionalità |
| --------- | -------------------- | ----------- |
| Oro       | Gregorio Paltrinieri | Italia      |
| Argento   | Henrik Christiansen  | Norvegia    |
| Bronzo    | David Aubry          | Francia     |

## Programma
| Data           | Ora (UTC+9) | Turno    |
| -------------- | ----------- | -------- |
| 23 luglio 2019 | 11:05       | Batterie |
| 24 luglio 2019 | 20:02       | Finale   |

## Record
Prima della manifestazione il record del mondo e il record dei campionati erano i seguenti.
| Record mondiale       | 7'32"12 | Zhang Lin Cina | 29 luglio 2009 Roma, Italia |
| Record dei campionati | 7'32"12 | Zhang Lin Cina | 29 luglio 2009 Roma, Italia |

Nel corso della competizione non sono stati migliorati.

## Risultati

### Batterie
| Pos. | Batteria | Corsia | Atleta               | Nazionalità        | Tempo   | Note |
| ---- | -------- | ------ | -------------------- | ------------------ | ------- | ---- |
| 1    | 3        | 3      | Gregorio Paltrinieri | Italia             | 7'45"70 | Q    |
| 2    | 3        | 6      | David Aubry          | Francia            | 7'46"37 | Q    |
| 3    | 4        | 2      | Jack McLoughlin      | Australia          | 7'46"42 | Q    |
| 4    | 3        | 5      | Gabriele Detti       | Italia             | 7'46"46 | Q    |
| 5    | 4        | 3      | Henrik Christiansen  | Norvegia           | 7'46"53 | Q    |
| 6    | 4        | 4      | Mychajlo Romančuk    | Ucraina            | 7'47"01 | Q    |
| 7    | 4        | 1      | Serhij Frolov        | Ucraina            | 7'47"25 | Q    |
| 8    | 3        | 2      | Sun Yang             | Cina               | 7'48"12 | Q    |
| 9    | 4        | 7      | Anton Ipsen          | Danimarca          | 7'48"74 |      |
| 10   | 3        | 7      | Jan Micka            | Rep. Ceca          | 7'48"93 |      |
| 11   | 4        | 5      | Zane Grothe          | Stati Uniti        | 7'50"14 |      |
| 12   | 4        | 8      | Damien Joly          | Francia            | 7'50"30 |      |
| 13   | 2        | 4      | Wojciech Wojdak      | Polonia            | 7'50"64 |      |
| 14   | 4        | 0      | Mack Horton          | Australia          | 7'52"65 |      |
| 15   | 4        | 9      | Nguyễn Huy Hoàng     | Vietnam            | 7'52"74 |      |
| 16   | 4        | 6      | Jordan Wilimovsky    | Stati Uniti        | 7'53"11 |      |
| 17   | 3        | 4      | Florian Wellbrock    | Germania           | 7'53"75 |      |
| 18   | 3        | 8      | Ilya Druzhinin       | Russia             | 7'54"07 |      |
| 19   | 3        | 9      | Ákos Kalmár          | Ungheria           | 7'54"55 |      |
| 20   | 2        | 6      | Zac Reid             | Nuova Zelanda      | 7'57"46 |      |
| 21   | 3        | 1      | Guilherme Da Costa   | Brasile            | 7'58"67 |      |
| 22   | 2        | 2      | Dimitrios Negris     | Grecia             | 7'58"99 |      |
| 23   | 3        | 0      | Vuk Čelić            | Serbia             | 7'59"17 |      |
| 24   | 2        | 5      | Felix Auböck         | Austria            | 8'02"26 |      |
| 25   | 2        | 0      | Aflah Prawira        | Indonesia          | 8'06"58 |      |
| 26   | 2        | 3      | Marwan El-Kamash     | Egitto             | 8'07"97 |      |
| 27   | 2        | 8      | Huang Guo-ting       | Taipei cinese      | 8'08"76 |      |
| 28   | 2        | 9      | Christian Bayo       | Porto Rico         | 8'08"78 |      |
| 29   | 2        | 7      | Page Advait          | India              | 8'10"35 |      |
| 30   | 1        | 5      | Glen Lim Jun Wei     | Singapore          | 8'13"02 |      |
| 31   | 2        | 1      | Kim Woo-min          | Corea del Sud      | 8'14"44 |      |
| 32   | 1        | 4      | Cheuk Ming Ho        | Hong Kong          | 8'15"22 |      |
| 33   | 1        | 3      | Joaquín Moreno       | Argentina          | 8'18"24 |      |
| 34   | 1        | 1      | Daniel Jacobs        | Aruba              | 8'22"96 |      |
| 35   | 1        | 2      | Pit Brandenburger    | Lussemburgo        | 8'23"99 |      |
| 36   | 1        | 6      | Oil Mortensen        | Fær Øer            | 8'24"02 |      |
| 37   | 1        | 7      | Franci Aleksi        | Albania            | 8'33"54 |      |
| 38   | 1        | 8      | Filip Derkoski       | Macedonia del Nord | 8'35"54 |      |

### Finale
| Pos. | Corsia | Atleta               | Nazionalità | Tempo   | Note             |
| ---- | ------ | -------------------- | ----------- | ------- | ---------------- |
|      | 4      | Gregorio Paltrinieri | Italia      | 7'39"27 | Record europeo   |
|      | 2      | Henrik Christiansen  | Norvegia    | 7'41"28 | Record nazionale |
|      | 5      | David Aubry          | Francia     | 7'42"08 | Record nazionale |
| 4    | 3      | Jack McLoughlin      | Australia   | 7'42"64 |                  |
| 5    | 6      | Gabriele Detti       | Italia      | 7'43"89 |                  |
| 6    | 8      | Sun Yang             | Cina        | 7'45"01 |                  |
| 7    | 1      | Serhij Frolov        | Ucraina     | 7'47"32 |                  |
| 8    | 7      | Mychajlo Romančuk    | Ucraina     | 7'49"32 |                  |